# Apicencya speculifera
Apicencya speculifera är en skalbaggsart som beskrevs av Leon Fairmaire 1903. Apicencya speculifera ingår i släktet Apicencya och familjen Melolonthidae. Inga underarter finns listade i Catalogue of Life.